# Heriades trigibbiferus
Heriades trigibbiferus är en biart som beskrevs av Brauns 1929. Heriades trigibbiferus ingår i släktet väggbin, och familjen buksamlarbin. Inga underarter finns listade i Catalogue of Life.